# Langues iraniennes
Cet article concerne les langues iraniennes. Pour les peuples iraniens, voir Peuples iraniens.
Les langues iraniennes sont un groupe de langues indo-européennes, subdivision de la branche indo-iranienne.
Contrairement à ce que pourrait laisser penser leur nom, leur extension géographique ne se limite nullement au territoire de la république islamique d'Iran. Au contraire, cette famille s'étend sur un vaste territoire : 
- dans le Caucase : en Ossétie et dans certaines régions tatophones d'Azerbaïdjan ;
- en Asie centrale : en Iran, en Afghanistan, au Tadjikistan, et au Pakistan.

À cela s'ajoute enfin le grand nombre de locuteurs des communautés émigrées.

## Périodisation des langues iraniennes
L'histoire des langues iraniennes commence au début du IIe millénaire av. J.-C., quand elles se séparent des langues indo-aryennes avec lesquelles elles formaient, jusque-là, les langues indo-iraniennes.

### Le vieil iranien
Cette période s'étend du IIe millénaire av. J.-C. aux IVe – IIIe siècles av. J.-C. Elle est essentiellement connue par des monuments anciens dans deux langues, l'avestique et le vieux-perse. 

### Le moyen iranien
Il suit la période du vieil iranien et dure jusqu'aux VIIIe – IXe siècles.

### L'iranien moderne
À partir des VIIIe – IXe siècles, une riche littérature est connue en persan classique. Les langues contemporaines apparaissent.

## Classification

Localisation des différentes langues iraniennes

Le signe † signale une langue morte.
- Langues iraniennes occidentales
  - Langues du Sud-Ouest
    - vieux perse†
      - moyen perse† ou pehlevi

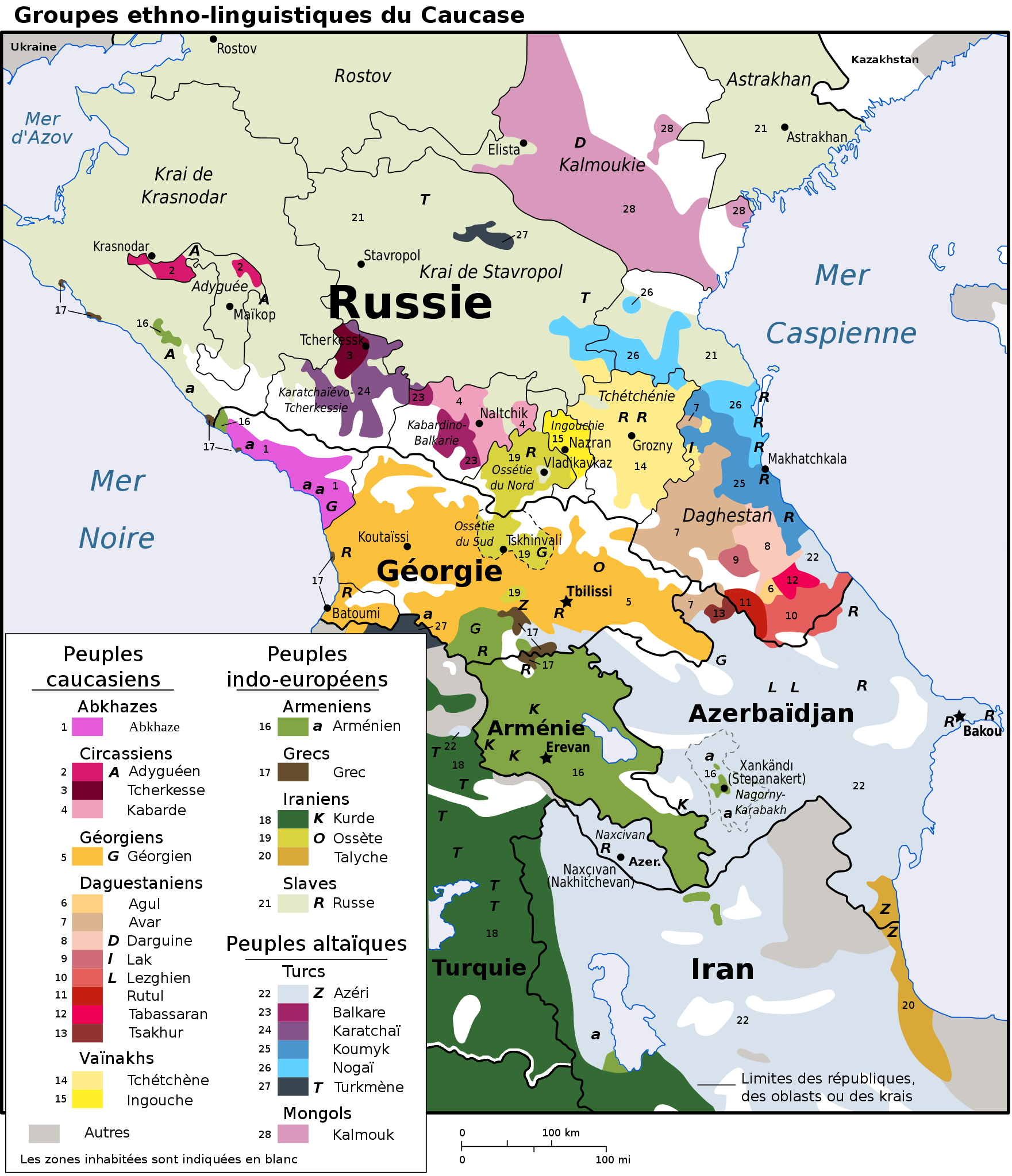
Ethnies et langues au Caucase.

        - persan : farsi, dari, tadjik, judéo-persan, hazara

    - tat
      - judéo-tat

    - bakhtiari et lori
    - achomi
    - bashkardi
    - kumzari

  - Langues du Nord-Ouest
    - mède†
    - parthe†
    - baloutche
    - kurde : kurmandji, sorani, gurani
    - zazaki
    - ancien azéri
    - dialectes tats
    - Langues caspiennes : guilaki, mazandarani, talyshi
    - Dialectes de la région de Semnan : semnani, sourkhei, lasgerdi, biyabuneki, aftari, sangisari
    - Dialectes de l'Iran central : sivandi, yazdi, yarandi, farizandi, kohrudi, keshei, meimei, jawshakani, khunsari, vonishuni, zefrei
- Langues iraniennes orientales
  - avestique†
  - scythe† et alain†
    - ossète : iron, digor

  - sogdien†
    - yaghnobi

  - chorasmien†
  - bactrien†
  - Langues saces : khotanais†, tumshuqais†
  - Langues du Pamir : wakhi, sangletchi, ishkashimi, yazgoulami, yidgha, munji
    - Groupe shughni-rushan : shughni, rushan, khufi, bartangi, oroshori, sariqoli

  - pachto
  - parachi et ormuri (classification incertaine)